# Hoc (jeu)
Pour les articles homonymes, voir Hoc.
Le Hoc ou Hoc Mazarin, est un jeu de cartes.

## Histoire
Jeu populaire d'argent de la fin du XVIIe siècle, il aurait été inventé par le cardinal Mazarin. Il est mentionné dès 1649, et est décrit comme « une invention du diable ». Les règles sont apparues pour la première fois en 1654 simplement sous le nom de Hoc, même si le nom Hoc Mazarin était déjà en vogue. Les règles du Hoc ont continué à être réimprimées jusqu'à la fin du XIXe siècle.

## Principe
6 cartes coupent toutes les autres et sont ainsi nommées « hoc » et assurées pour celui qui les possède. Ce sont les 4 rois, la dame de pique et le valet de carreau.
« Hoc » est une ancienne expression qui signifie que quelque chose ne peut pas échapper : « Cela m'est hoc... »
Le hoc se joue avec un jeu complet de 52 cartes à 2 ou 3 personnes. Il se joue en deux étapes : la première, constituée de trois phases d'enchères, sur trois types de combinaisons empruntées au Piquet, la seconde est le jeu de hoc proprement dit.
Pour deux joueurs, il faut distribuer 15 cartes par personne. Pour 3, 12 cartes. Chaque joueur prend une carte au hasard. Le jeu est face caché. Le donneur, celui qui a une la plus carte en valeur, mélange, donne à couper au joueur à sa gauche et distribue par la droite. Les cartes qui restent ne sont pas consultables ni données.
Le joueur à la droite du donneur se nomme le premier en cartes. Il parle en premier lors des enchères et est premier à jouer lors du jeu de la carte. Dans le sens inverse des aiguilles d'une montre chacun joue.
20 jetons et 8 fiches (une fiche vaut 10 jetons) ont été distribués au début de la partie. La prise des joueurs est équivalente à 100 jetons. Cette prise peut être ajustée à volonté.
Les enchères sont ensuite lancées. Elles se déroulent en trois phases où les joueurs vont enchérir successivement sur trois chances qui sont le point (réunion du plus grand nombre de cartes de même couleur (pique, cœur, carreau ou trèfle) dans la main d'un joueur), la séquence (suite de 3, 4 ou 5 cartes de même couleur qui porte respectivement le nom de tierce, quatrième et quinte), et le tricon (réunion de 3 ou 4 cartes de même hauteur (3 ou 4 dames, 3 ou 4 as, , etc.)). Elle se termine lorsque les cartes blanches sont déclarées.
Le but est de se défaire le premier de toutes ses cartes.